# Maud Richard
Élise Alexandrine Albertine Fernande Charry dite Maud Richard, née le 7 décembre 1891 à Pamiers et morte le 17 juillet 1960 à Toulouse, est une chanteuse et une actrice française.

## Biographie
Née à Pamiers dans l’Ariège le 17 décembre 1981, fille et petite-fille de médecin, ainée d’une famille de cinq enfants, Maud Richard ne dérogea pas à la légende de sa famille et obtint son diplôme d’infirmière alors que ses frères seraient chacun chirurgien.
En effet, la légende du christ de Malléon qui voulut que les Charry soignent leurs congénères de père en fils, se vérifiât sur plusieurs générations en étant, rhabilleur comme l’on disait à l’époque.
Actrice dans les premiers films muets français, Maud Richard, née  Elise, Alexandrine, Albertine, Fernande Charry, tourna avec les producteurs les plus illustres de son époque.
Sa carrière d’actrice fut doublée d’une carrière de cantatrice avec une tournée mondiale.
Maud Richard épouse en juillet 1922 Joseph Guillaume Cabanne, qui se remaria le 31 août 1922.
En février 1926, Maud Richard épouse Henri Louis Félix, représentant de commerce, joueur de cartes invétéré.
Maud Richard arrête sa carrière en août 1929, à la suite de la naissance dans la maison familiale, de sa fille Renée, Valentine Félix dit « Mona ».
Maud Richard se sépare en 1934  de son époux pour divorcer officiellement en 1960.Pendant la deuxième guerre mondiale, elle cache dans sa cave Villa Cadix de Toulouse des juifs persécutés et accueille Paco et son épouse, réfugiés espagnols, il deviendra son jardinier.
Leur fille Mona, vers l’âge de 18 ans fut choisie par Abel Gance pour tourner Manon Lescaut mais un trac absolu, lui fit refuser le rôle. À la suite du décès de son père Joseph Charry, Maud Richard quitte la Villa Cadix.
Maud Richard décède le 17 juillet 1960, au 5 rue d'Alsace-Lorraine à Toulouse, Maud Richard vivait avec sa fille, qui tenait un cabinet d’esthétique à cette adresse.
Ses dernières paroles furent adressée à sa fille, au sujet de sa petite fille Christine Huc alors âgée de 15 jours : « Va donner à manger à la petite, elle pleure… »
Son petit-fils Jean-Robert avec qui elle partageait une grande complicité, âgé de cinq ans à qui elle avait appris de nombreuses fables de La Fontaine, avait été envoyé à Luchon pour se refaire une santé au niveau des bronches. À son retour, trouvant l’absence, il comprit sans mot dire et réclama ses lorgnons en souvenir…
Maud Richard est enterrée au cimetière de Terre-Cabade de Toulouse.

### Descendance
Son arrière petite fille, Kim Grootscholten se lancera elle aussi dans le théâtre et le cinéma, notamment en jouant au Palais des sports à Paris dans « Jésus la Résurrection « de Robert Hossein, tandis qu’une petite fille du frère de Maud Richard, Yara Charry prendra la relève au Brésil en étant vedette de Novelas avec succès.
Vivant au Brésil depuis deux ans, l'actrice, mannequin et chanteuse française, elle incarne Jade dans le rôle de "Malhação, vies brésiliennes", a parlé du défi de changer son pays d'origine pour Rio et d'entrer dans la carrière de actrice au Brésil. À 21 ans et fille d'une mère brésilienne et d'un père français, elle fait ses débuts à la télévision en 2016 dans le feuilleton "Velho Chico" et relève désormais un nouveau défi sur le petit écran.

## Théâtre
- 1922 : Dolly, opérette en 3 actes d'Henri de Gorsse et Victor Darlay, musique de Félix Fourdrain, au théâtre de l'Apollo (avril)[5]

## Filmographie
- 1912 : La Loi de la guerre d'Henri Fescourt
- 1913 : Le Miroir d'Ali Maboul d'Émile Chautard
- 1914 : Fille de prince d'Henri Fescourt : la princesse Marie
- 1914 : Peine d'amour d'Henri Fescourt : Mlle de Velars[6]
- 1916 : Les Gaz mortels / Le Brouillard sur la ville d'Abel Gance : Maud
- 1916 : Le Coffre-fort de Georges Denola : Rose Vérane
- 1916 : Fioritures ou La Source de beauté d'Abel Gance : Maud Dorleville
- 1917 : Barberousse d'Abel Gance : Odette Trively
- 1917 : Son fils de Georges Denola : Jeanne Pujol
- 1919 : Le Mystère du phare d'Armor de Georges Laîné : Yvonne Gaos
- 1920 : Jacques Landauze d'André Hugon : Germaine Montazon
- 1921 : Pervenche d'Alfred Machin et Henry Wulschleger : la voisine
- 1923 : Le Reflet de Claude Mercœur  de Julien Duvivier : Gilberte Heurlize
- 1924 : L'Énigme du Mont Agel d'Alfred Machin : Lilian Austin
- 1924 : Catherine de Jean Renoir et Albert Dieudonné : Édith Mallet
- 1927 : Catherine ou Une vie sans joie de Jean Renoir et Albert Dieudonné (remontage du film précédent) : Édith Mallet

## Galerie

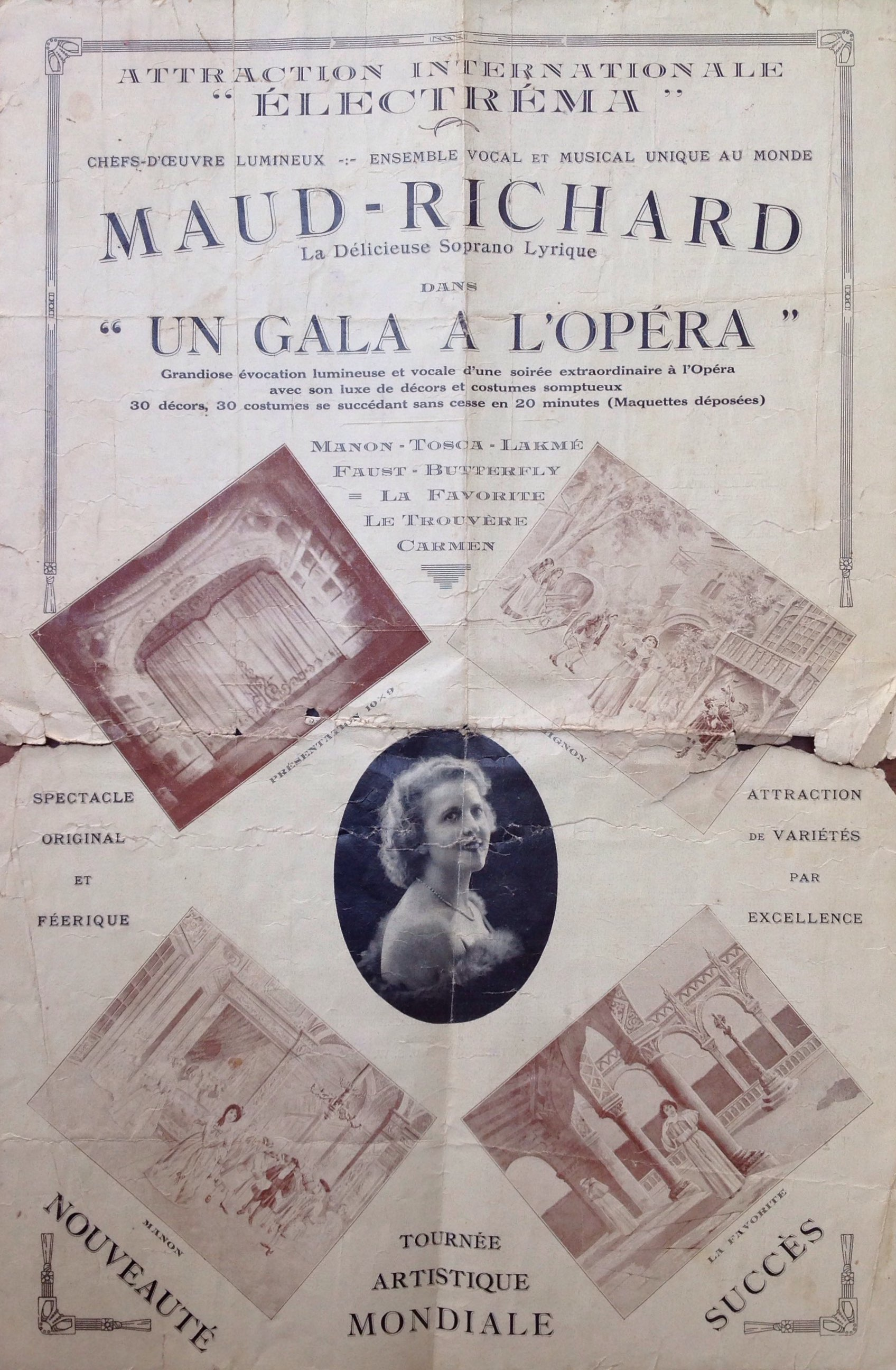
Affiche Un Gala à l'Opéra - Electrema - Soprano lyrique.
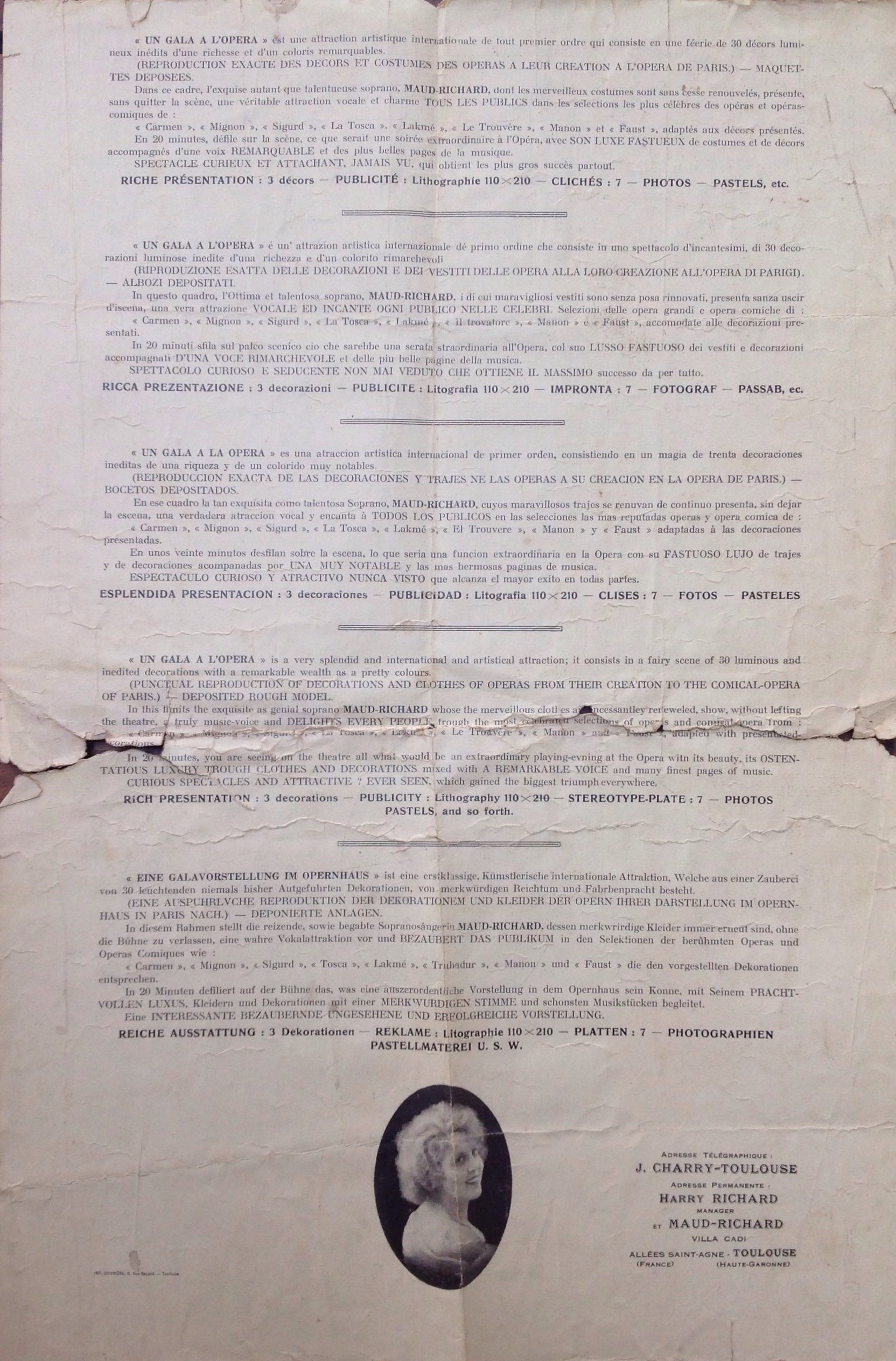
Affiche Un Gala à l'Opéra - Electrema - Soprano lyrique (verso).